# Trichopsomyia polita
Trichopsomyia polita är en tvåvingeart som beskrevs av Samuel Wendell Williston  1888. Trichopsomyia polita ingår i släktet gallblomflugor, och familjen blomflugor. Inga underarter finns listade i Catalogue of Life.